# Landbrugslotteriet
 Der er for få eller ingen kildehenvisninger i denne artikel, hvilket er et problem. Du kan hjælpe ved at angive troværdige kilder til de påstande, som fremføres i artiklen.

Landbrugslotteriet er et dansk lotteri, der blev oprettet i 1907.
Lotteriet er en selvejende institution, der er underlagt Justitsministeriets kontrol. Størstedelen af overskuddet uddeles til Dansk Landbrug, herunder organisationens familesektion, mens en mindre andel går til Justitsministeriet og Fødevareministeriet. Sidstnævnte anvender blandt andet pengene til Landlegatet, der kan søges til initiativer, som forbedrer landbefolkningens levevilkår.
Lotteriet består af 220.000 numre. Landbrugslotteriet udbetaler 62% til spillerne, imens overskuddet går til Danmarks landskab, natur og dyreliv i form af støtte til små og store almennyttige formål.
1 gang om måneden bliver der trukket lod om topgevinsten på 2 millioner kr. og i alt 33.297 andre kontante gevinster. Spillerne hos landbrugslotteriet er ligeledes med i trækningen om Guldpuljen, der udtrækkes tilfældigt én gang i kvartalet med EKSTRA 10x100.000 kr. og 100x10.000 kr. på højkant.
Frem til 1993 benyttede Varelotteriet og Landbrugslotteriet Klasselotteriets trækningslister, men da Klasselotteriet fik flere lodsedler, valgte de to mindre lotterier at oprette egne trækningslister.